# Debelak
Debelak je priimek v Sloveniji, ki ga je po podatkih Statističnega urada Republike Slovenije na dan 1. januarja 2010 uporabljalo 534 oseb in je med vsemi priimki po pogostosti uporabe uvrščen na 548. mesto.

## Znani nosilci priimka
- Janez Debelak (*1968), slovenski smučarski skakalec in trener
- Janko Debelak (1868—1925), pravnik
- Martin Debelak, metalurg, gospodarstvenik
- Matjaž Debelak (*1965), smučarski skakalec
- Mira Marko Debelak-Deržaj (1904—1944), alpinistka in publicistka
- Slavko Debelak (1947—2013), pravnik, državni sekretar MNZ
- Tilen Debelak (*1991), alpski smučar
- Uroš Debelak (*1967), glasbenik, bas kitarist
- Vida Debelak, pesnica iz Šmarij pri Jelšah